# Nigerias håndboldlandshold (herrer)
Nigerias håndboldlandshold for mænd er det mandlige landshold i håndbold for Nigeria. Det repræsenterer landet i internationale håndboldturneringer.
Holdet deltog ved VM 1999, hvor de endte på en 23. plads.

## Statistik

### VM
- 1999: 23.:plads

### Afrikamesterskabet
- 1979: 8.-plads
- 1981: 6.-plads
- 1996: 5.-plads
- 1998: 4.-plads
- 2002: 7.-plads
- 2006: 10.-plads
- 2008: 6.-plads
- 2010: 7.-plads